# Trigonoptera olivacea
Trigonoptera olivacea là một loài bọ cánh cứng trong họ Cerambycidae.